# Borgward (chinesische Automarke)

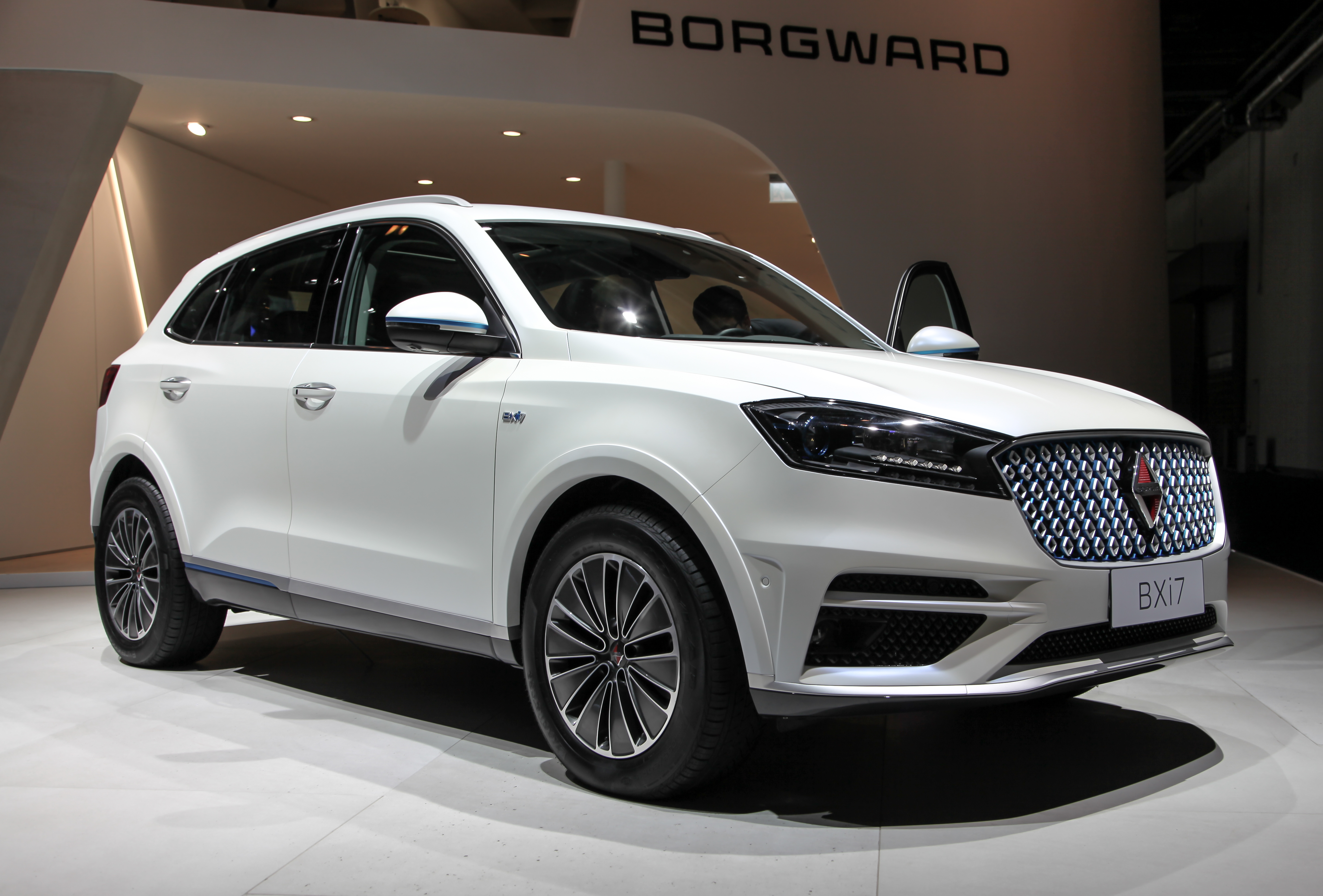
Borgward BXi7

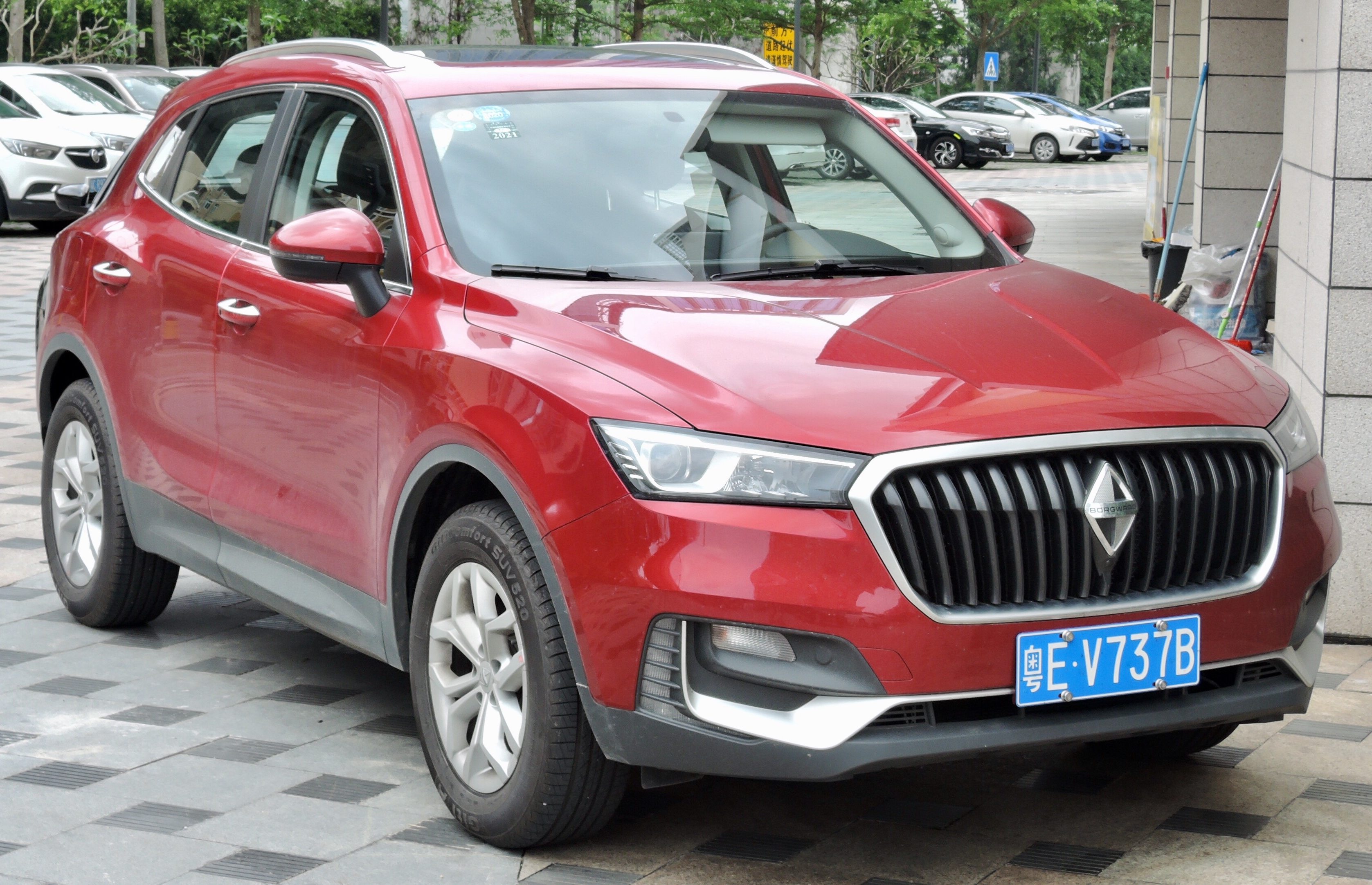
Borgward BX5

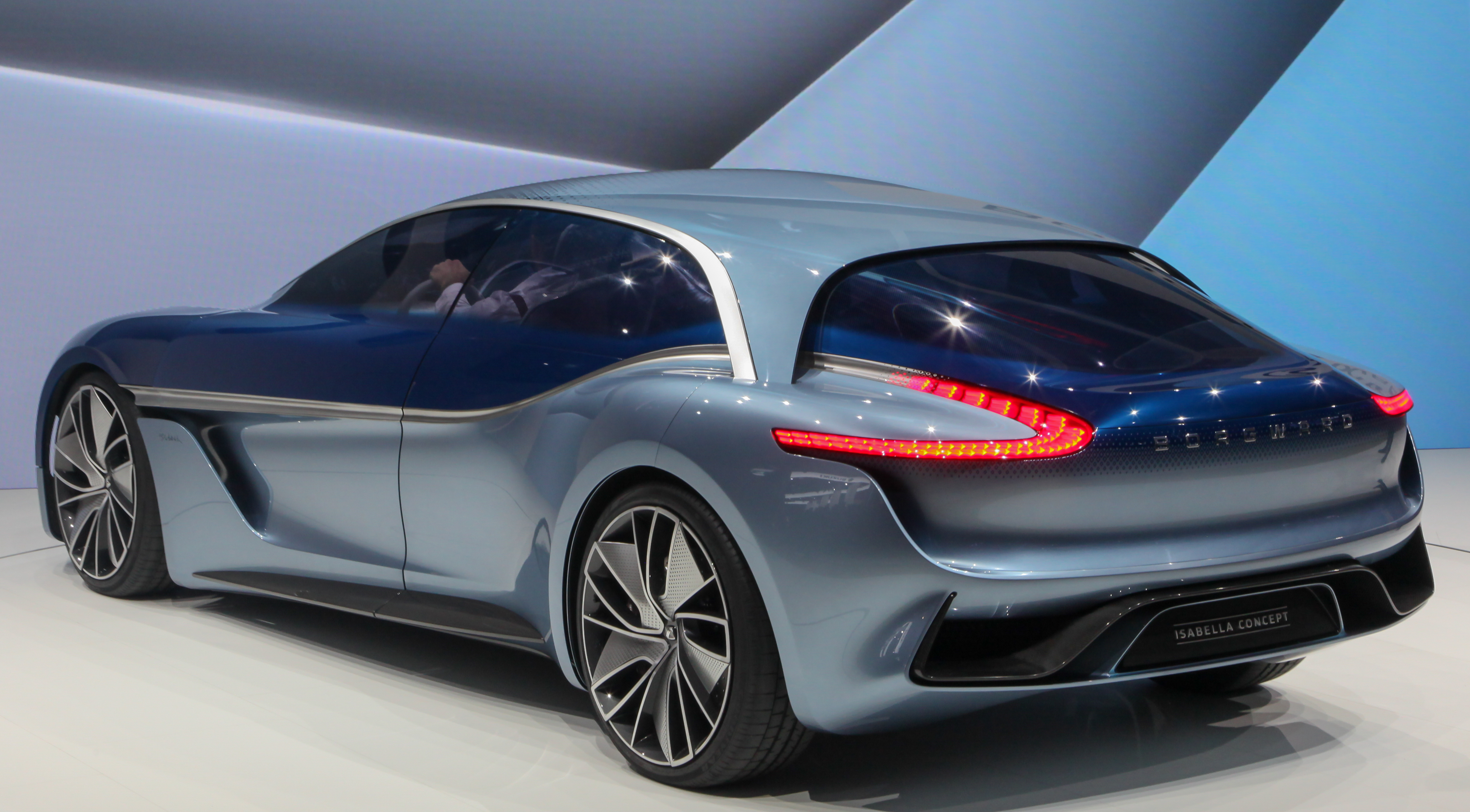
Borgward Isabella Concept auf der IAA 2017

Borgward war eine Automarke aus der Volksrepublik China. Sie nutzte die Markenrechte und die damit verbundene Tradition des deutschen Automobilherstellers Borgward.

## Markengeschichte
Christian Borgward, der Enkel von Carl Friedrich Wilhelm Borgward, war im Besitz der Markenrechte. Er wollte die Marke seines Großvaters wieder aufleben lassen. Dazu benötigte er Unterstützung. Er verkaufte die Marke 2014 an Beiqi Foton Motor, einen Hersteller von Lastkraftwagen aus Peking, der zur Beijing Automotive Group gehört. Eine Quelle äußert die Vermutung, dass Foton hoffte, durch den Kauf der westlichen Marke die staatliche Lizenz zum Bau von Personenkraftwagen zu erhalten. 2015 wurde in Stuttgart die Borgward Group als europäische Zentrale gegründet, im März 2016 die Vertriebsgesellschaft Borgward China. Hareide Design, das Studio des ehemaligen Saab-Designers Einar Hareide, wurde mit der Entwicklung eines Formkonzepts beauftragt. Im Juli 2016 kam das erste Modell in China auf den Markt. Die Zulassungen lagen in den ersten vier Jahren zwischen 30.000 und 45.000 Fahrzeugen jährlich, und das, obwohl Borgward in Peking rund 360.000 Fahrzeuge jährlich hätte herstellen können.
Ab Mitte Oktober 2018 bot Foton seine Anteile an der Marke zum Verkauf an.  Im Dezember 2018 übernahm Changsheng Xingye Enterprise Management Advisory, ein neu gegründetes Beratungsunternehmen, 67 % der Anteile für 3,97 Milliarden Renminbi, rund 510 Millionen Euro. Eine andere Quelle nennt die Firmierung Changsheng Xingye (Xiamen) Enterprise Management Consulting.
Am 2. Januar 2019 wurde berichtet, dass das relativ junge Unternehmen Ucar diese Anteile für 508 Millionen Euro erworben habe. Eine andere Quelle nannte 4,11 Milliarden Renminbi, rund 530 Millionen Euro, und schrieb, Ucar habe seinen Sitz ebenfalls in Peking.
Die Fahrzeuge wurden 2018/2019 auch in Deutschland angeboten. Auto-Teile-Unger wartete die Autos. Allerdings wurde die Zusammenarbeit zum 1. Januar 2020 beendet. Ab 1. Januar 2020 übernahm die Autodis Group aus Luxemburg Ersatzteilversorgung und Kundendienst, nachdem auch eine Kooperation mit Sixt nicht zustande gekommen war.
2018 hatte es Pläne gegeben, die Fahrzeuge auf weiteren Märkten anzubieten: noch 2018 in Island und Luxemburg, 2019 im Baltikum, in Österreich, in der Schweiz und in Skandinavien sowie 2020 Frankreich, Italien, Portugal und Spanien. Sie wurden aber stillschweigend aufgegeben. 
Berichten zufolge war es 2020 nicht mehr möglich, ein Angebot für das ohnehin nur online bestellbare Modell, den BX7, anzufordern oder eine Probefahrt zu vereinbaren. Die Betreuung von Bestandskunden über die Autodis Group für Serviceleistungen erwies sich als schwierig. So berichtete ein Kunde, Mitarbeiter aus Stuttgart persönlich hätten sein Fahrzeug mit einem Software-Update versorgt. Es wurden Vermutungen laut, dass der Schritt nach Europa nur Marketingzwecken für den heimischen chinesischen Markt diente. Begleitet wurde dies von Betrugsvorwürfen des Ucar-Chefs Lu Zhengyao und dem Verstreichen der Reservierungsfrist für ein Gelände in Bremen, das als Standort für ein Werk geplant war. Die Bilanz erweist sich ebenfalls als ernüchternd: 2019 wurden in Deutschland lediglich 9 Fahrzeuge zugelassen, in China bewegt sich diese Zahl für das erste Halbjahr 2020 im unteren vierstelligen Bereich.
Am 8. Oktober 2020 wurde in einem öffentlichen Prozess des 3. Senates am OLG München in zweiter Instanz der von Renault veranlasste Rechtsstreit um die Nutzung des Logos endgültig zugunsten von Borgward geklärt.
Am 8. April 2022 meldete Beijing Borgward in Peking Insolvenz an.

## Fahrzeuge
Im Angebot standen ausschließlich SUVs.
Das erste Modell war der BX7. Er wurde zwischen Juli 2016 und August 2021 in China verkauft.
Im April 2017 ergänzte der BX5 das Sortiment.
Im Mai 2018 kam der BX6 dazu.
Im Januar 2020 kam der BX3 auf den chinesischen Markt.
Auf der IAA 2017 in Frankfurt am Main wurde mit dem Borgward Isabella Concept eine Limousine präsentiert, die ein Prototyp blieb.

## Verkaufszahlen
Zwischen 2016 und 2021 sind in der Volksrepublik China insgesamt 164.891 Fahrzeuge von Borgward verkauft worden. Mit 45.321 Einheiten war 2019 das erfolgreichste Jahr.
| Jahr                             |      |  | Stück  |        |
| 2016                             | 2016 |  | 30.015 | 30.015 |
| 2017                             | 2017 |  | 44.380 | 44.380 |
| 2018                             | 2018 |  | 32.942 | 32.942 |
| 2019                             | 2019 |  | 45.321 | 45.321 |
| 2020                             | 2020 |  | 8.703  | 8.703  |
| 2021                             | 2021 |  | 3.530  | 3.530  |
| Verkaufszahlen in China, Quelle: |      |  |        |        |

Für Deutschland schätzt eine Quelle vom Dezember 2019 eine niedrige dreistellige Stückzahl.